# ストラップレスドレス

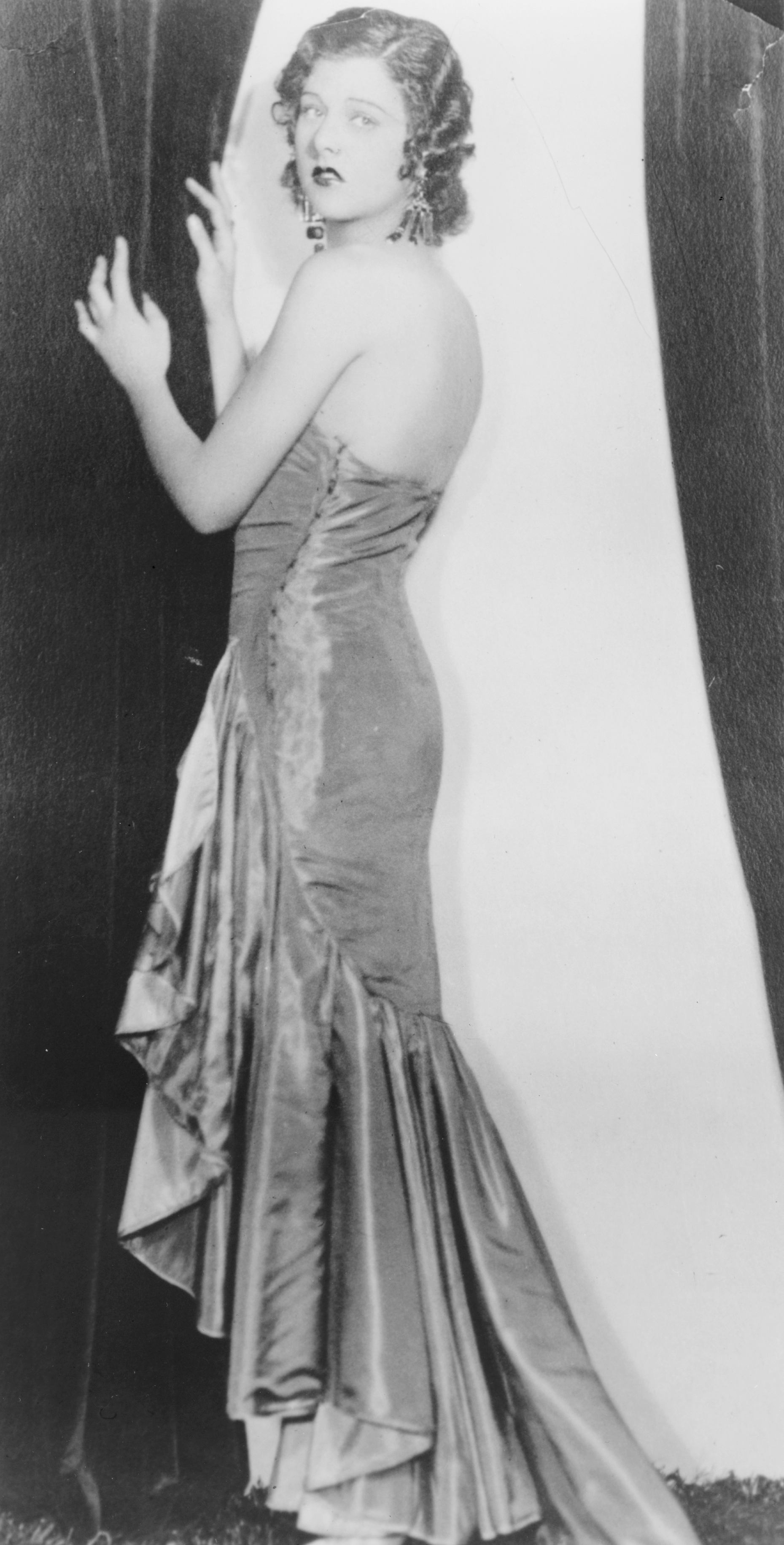
初期のストラップレスドレスを着用する女優のリビー・ホルマン、1932年7月

ストラップレスドレス（英語: strapless dress）は肩紐などの外部から見えるような支える用具がない状態で上半身に身につけたドレスを指す。通常、ストラップレスドレスは内部からコルセットもしくはブラジャーによって支えていることが多く、着用位置からドレスがずり落ちることがないよう身体に密着したような形で着用する。

## 歴史

### 1930年代 - 1980年代

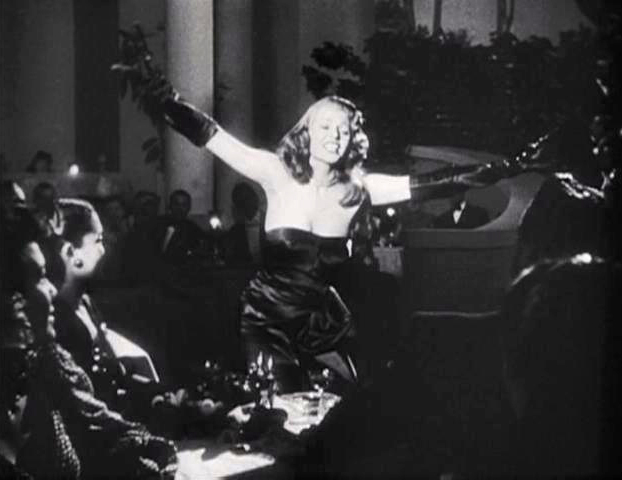
ギルダ (1946年)のリタ・ヘイワース

リチャード・マーティンやハロルド・コーダによると、現代のストラップレスドレスの先駆けとなるドレスは1930年代に初めて出現し、1940年代後半にメインボッチャーやクリスチャン・ディオールなどのデザイナーが衣装作りを手がけて人気となった。1938年7月18日、雑誌のライフは「肩紐も袖もまったくないイブニングドレス」を1937年から38年の間に創案したと主張している。しかし、女優のリビー・ホルマンは1932年に明らかにストラップレスドレスを身にまとって写真に収まっており、ライフによる掲載よりも数年前から存在していたことが確認できる。ホルマンはストラップレスドレスの代名詞となり、ストラップレスドレスの開発の際には必ず協力者の一人として名前が上がる、もしくは最低でも有名人最初の着用者として名前が上がっていた。数年後の1934年、メインボッチャーは自身初の黒いサテンのストラップレスガウンを開発し、これは初のストラップレス・イブニングドレスとされている。1938年11月14日号の「ライフ」ではホルマンやメインボッチャーに続いて、デビュー時にデビュタントドレスを着用して人気を取った女優のブレンダ・フレーザーがクレジットに名前を連ねている。
ストラップレスドレスは第二次世界大戦後も依然として人気であり、時に「ネイキッド・ルック (Naked look)」と形容されるようなスタイルをとっていた。この時期の有名なストラップレスドレスとしては、映画ギルダにおいて歌やダンスの際にリタ・ヘイワースが肘上から二の腕まで至る長い手袋(オペラグローブ)と併せて着用していた黒のサテンガウンが挙げられる。ヘイワースの演技により、ストラップレスドレスは公然わいせつの心配をすることなく安全に移動やダンスのできる衣装であると認識されることとなった。これにもかかわらず、多くの保守的な消費者は新しいストラップレスドレスに肩紐をつけていた。また、このスタイルは不謹慎であると考える反対派に問題視されていた。1940年代から1950年代までの間、アメリカ合衆国のカトリック活動家はビキニや肩紐のない水着、ストラップレスドレスなどを含む「露出度の高い」衣装に対して抗議した。1954年のドイツでは、アメリカ合衆国軍は軍関係者の妻や娘がストラップレスドレスやショーツ、その他の露出度の高い衣装を公の場でを着用することを禁止しようとした。
1950年代の特筆すべきストラップレスドレスのデザイナーとしてはマダム・グレがおり、彼女が制作してアリス・キャドル(Alice Cadolle)が着用した流れるようなギリシャ風のドレスは特注品のコルセットを内部に取り付けたものであった。
1970年代、ホルストンはコルセットなどで構造化されていないストラップレスドレスをデザインした。チューブトップは肩紐のないカジュアルウェアの選択肢の1つとして着用されるようになり、1980年代までにはストラップレスドレスはその内部構造にコルセットなどのボーンを必要としない伸縮性のある生地で作られるようになった。

### 1990年代以降

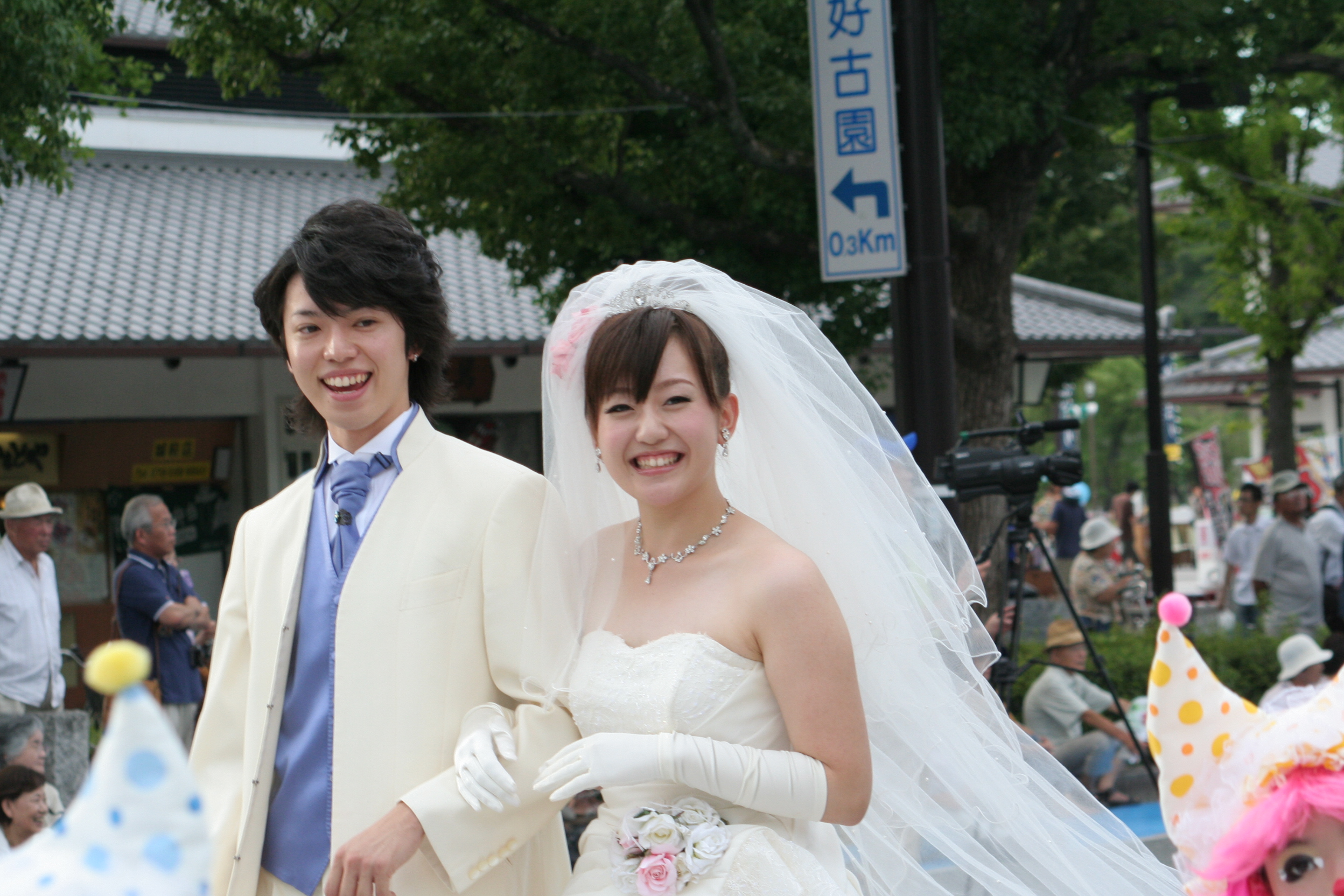
ストラップレスドレスをつけて結婚式を行う日本人の夫婦、2010年

1990年代以降、ストラップレスドレスは西洋スタイルの結婚式に使用されるウェディングドレスに広く使用されるようになっている。ストラップレスドレスは1990年代からカジュアルな結婚式が人気になったことで妥当な選択肢の1つとして次第に着用されるようになっていたが、ヴェラ・ウォンが21世紀最初の十年間にこのようなブライダルドレスを大きく広める要因を作った人物のひとりとして知られている。しかし、宗教的な意味合いの濃い結婚式では、肩紐がなく肩を露出するスタイルのドレスは物議を醸す可能性が高い。また、ストラップレスドレススタイルの結婚式の人気にもかかわらず、「処女を理想とすることへの拒否行動」であると考える者もいる。
ストラップレスドレスはレッドカーペット・ファッションにおいて非常に人気のあるスタイルとなっている。

## 社会の認識
ストラップレスドレスが紹介されて以降、肩紐のない衣装は多くの場で議論を呼んできた。21世紀初頭時点で、多くの学校や職場ではドレスコードの条項の一部として、肩紐のない衣装の着用を禁止している。2012年にウォール・ストリート・ジャーナルが出版したアデコの調査では、72％のアメリカ人が肩紐のないトップスは職場で着用する衣服として不適切だと考えているという結果が出た。

### 宗教団体の見解
ストラップレスドレスには特に牧師や神父などの聖職者から非難の声が上がっている。2005年、ムスリムの聖職者はストラップレスドレスはミニスカートやシースルーのようなその他の露出度の高い衣装と同様に「悪魔的」であると宣告した。モルモン教の教会の長であったスペンサー・W.キンバルは肩紐のないガウンは正しい衣装でも認められるものでもなく、いかなる時にあっても聖女がストラップレスドレスを着用するべきではないと宣告している。また、他のモルモン教の聖職者は肩紐のない服装をする者を「主の面前で醜態を晒す者」と宣告している。このような見解は必ずしも宗教団体の大多数に一致した見解というわけではないが、一般的なルールとしてカトリックの信者やユダヤ教のバル・ミツワーなどの間では、肩と腕が衣服で覆われている場合に限り肩紐のない服装が認められる。